# Tabuado
Tabuado é uma povoação portuguesa sede da Freguesia de Tabuado do Município de Marco de Canaveses, freguesia com 8,64 km² de área e 1336 habitantes (censo de 2021), tendo, por isso, uma densidade populacional de 154,6 hab./km².
Constituiu, até ao início do século XIX, o couto de Tabuado. Tinha, em 1801, 492 habitantes.

## Demografia
A população registada nos censos foi:
| Distribuição da População por Grupos Etários | Distribuição da População por Grupos Etários | Distribuição da População por Grupos Etários | Distribuição da População por Grupos Etários | Distribuição da População por Grupos Etários |
| -------------------------------------------- | -------------------------------------------- | -------------------------------------------- | -------------------------------------------- | -------------------------------------------- |
| Ano                                          | 0-14 Anos                                    | 15-24 Anos                                   | 25-64 Anos                                   | > 65 Anos                                    |
| 2001                                         | 268                                          | 229                                          | 740                                          | 150                                          |
| 2011                                         | 221                                          | 184                                          | 767                                          | 203                                          |
| 2021                                         | 165                                          | 166                                          | 752                                          | 253                                          |

## Património
- Grupo Desportivo de Tabuado
- Igreja Paroquial de Tabuado ou Igreja do Salvador (Tabuado)
- Torre de Nevões